# Marina di Campo
Marina di Campo est le chef-lieu de la commune de Campo nell'Elba, sur l'Île d'Elbe, dans la province de Livourne, en Toscane, Italie. Au moment du recensement de 2011 sa population était de 2 104 habitants.

## Géographie
Marina di Campo est un village situé sur le golfe homonyme dans la côte sud de l'île d'Elbe et est séparé à l'est de le golfe de Lacona par le promontoire de Capo di Fonza.

## Monuments
- Église San Gaetano, église paroissiale[1]
- Église San Mamiliano[2]
- Tour de Marina di Campo
- Phare de Marina di Campo
- Phare de Monte Poro
- Aquarium de l'Elbe

## Transports
L'aéroport de l'île, connu sous le nom d'aérodrome de Marina di Campo, est en fait situé dans l'hameau La Pila.